# Sveti Juraj na Bregu
Sveti Juraj na Bregu (mađ.: Víziszentgyörgy) je općina u Hrvatskoj. Smještena je u Međimurskoj županiji. Prostire se na 30,17 km², ima 5,279 stanovnika. Sjedište Općine službeno je naselje Lopatinec u kojem je smještena crkva, iako je općinska uprava smještena u Pleškovcu, kao i osnovna škola te župno središte. 

## Općinska naselja
U sastavu općine je 9 naselja (stanje 2006.), to su:  Brezje, Dragoslavec, Frkanovec, Lopatinec, Mali Mihaljevec, Okrugli Vrh, Pleškovec, Vučetinec i Zasadbreg.

## Zemljopis
Općina Sveti Juraj na Bregu prema zemljopisnom obilježju pripada rubnom južnom i jugoistočnom dijelu Gornjeg Međimurja. Površina Općine iznosi 30,17 km2.  Reljefom prevladavaju blage padine i zaravni u južnom i istočnom dijelu Općine, dok se prema sjeveru pružaju strmije padine. Atraktivnost i pitoresknost krajobraza (razvedena konfiguracija terena), šumovitih predjela, atraktivne vizure (posebno one u smjeru juga) privlačan su element u odabiru prostora za stanovanje lokalnog pa i doseljenog stanovništva u ovo područje, što je i ujedno direktna posljedica konstantnog rasta broja stanovništva. Sveti Juraj na Bregu jedna je od najgušće naseljenih općina u Međimurskoj županiji sa 164,3 st/km2 a sastoji se od devet mjesta i graniči s još sedam međimurskih Općina.
Ime je dobila po poznatom kršćanskom mučeniku Svetom Jurju koji je prikazan i na grbu Općine.

## Stanovništvo
| broj stanovnika | 1893  | 2297  | 2252  | 2582  | 2798  | 3090  | 3068  | 3662  | 4610  | 4744  | 4921  | 4871  | 4660  | 5012  | 5279  | 5090  | 4929  |
|                 | 1857. | 1869. | 1880. | 1890. | 1900. | 1910. | 1921. | 1931. | 1948. | 1953. | 1961. | 1971. | 1981. | 1991. | 2001. | 2011. | 2021. |

| Naselje         | Broj stanovnika |
| --------------- | --------------- |
| Brezje          | 765             |
| Dragoslavec     | 460             |
| Frkanovec       | 328             |
| Lopatinec       | 947             |
| Mali Mihaljevec | 454             |
| Okrugli vrh     | 395             |
| Pleškovec       | 451             |
| Vučetinec       | 585             |
| Zasadbreg       | 893             |

## Uprava
- NAČELNIK OPĆINE  Anđelko Nagrajsalović, bacc.ing.comp. – (SDP)

- ZAMJENIK NAČELNIKA  Damir Novak – (SDP)

- OPĆINSKO VIJEĆE

SDP – HSU – HSS – MDS
1. Anđelko Kovačić – (HSS) 
2. Antun Guterman – (HSU)   
3. Anđela Novak – (SDP)
4. Dragutin Ladić – (SDP)
5. Marijan Rodinger – (HSU)  
6. Ivanka Korunić – (HSS)  
7. Zlatko Korunić – (MDS)  
8. Miroslav Turk, dipl.uč. – (SDP) 
9. Nikola Horvat, bacc.ing.comp. – (SDP)  
10. Lidija Lepen – (SDP)  
HNS
1. Dragica Vugrinec, ing.građ. – (HNS)  
2. Željko Medved – (HNS)    
3. Kristijan Zelić – (HNS)    
HDZ
1. Damir Kovačić, dip.ing. – (HDZ)   
2. Božidar Balog – (HDZ)  

## Poznate osobe
- Vinko Kos (1914. – 1945.), hrvatski književnik, pjesnik i pisac za djecu, žrtva Križnog puta (preminuo od tifusa u Austriji)
- U Vučetincu se nalazi ljetnikovac Vila Angela u kojoj je djetinstvo proveo istaknuti hrvatski glazbeni pedagog i pijanist svjetskoga ugleda Jurica Murai. Ostvario je mnoge turneje i koncertrirao na preko 800 koncerata u Italiji, Francuskoj, Austriji, Njemačkoj, Poljskoj, Mađarskoj, Češkoj, Slovačkoj, Švedskoj, Sovjetskom Savezu, Španjolskoj, Kanadi i drugdje. Surađivao je s opernim pjevačem Vladimirom Ruzdjakom, violinistom Josipom Klimom i u klavirskom duu s Ivanom Mačekom i Darkom Lukićem. Dobitnik je mnogobrojnih nagrada i priznanja. Zaslužan je za pokretanje i održavanje festivala Varaždinske barokne večeri. Jurica Murai posljednji je koncert održao na Varaždinskim baroknim večerima, 24. rujna 1998. godine. Umro je u 72. godini života, 26. siječnja 1999. u Zagrebu. Obnovljen je Dom kulture koji je upravo po ovom velikanu dobio ime.

- Zlatko Josip Šafarić, hrvatski katolički svećenik, franjevac kapucin, crkveni povjesničar, nacionalni je ravnatelj Apostolata mora za Hrvatsku i lučki kapelan u Splitu

## Spomenici i znamenitosti
- Spomenik prirode Bedekovićeve grabe najznačajnije je zaštićeno prirodno područje u Međimurju. Taj spomenik prirode zasad je jedino međimursko zaštićeno područje koje je ušlo na popis Natura 2000 Europske unije, kao važno i očuvano stanište biljnog i životinjskog svijeta.
- U Malom Mihaljevcu se nalazi prvi spomenik šumi  Arhivirana inačica izvorne stranice od 9. studenoga 2009. (Wayback Machine) u Republici Hrvatskoj, podignut 2007.godine. Ideja je nastala tijekom izrade Zelenog plana od strane Mjesnog odbora i Siniše Goluba kao savjetnika u zaštiti prirode Međimurja. Spomenik je izradio umjetnik Dragutin Zadravec, mještanin Malog Mihaljevca.

## Kultura
- KUU Zasadbreg

## Šport
- Nogomet
  - NK Hajduk (Brezje)
  - NK Mali Mihaljevec (Mali Mihaljevec)
  - NK Venera PMP (Lopatinec)
  - NK Zasadbreg (Zasadbreg)
  - NK Vučetinec (Vučetinec)

- Stolni tenis
  - STK Lopatinec ima dvadesetak aktivnih članova koji se podijeljeni u četiri ekipe natječu u Međimurskim stolnoteniskim ligama. Prva i druga ekipa članice su II. Međimurske lige, treća ekipa nastupa u IV. ligi, dok četvrta ekipa nastupa u V. ligi.
  - STK Zasadbreg

- Sportska rekreacija
  - USR "Sport za sve" Sveti Juraj na Bregu. Udruga je dobrovoljno formirana organizacija koja je osnovana radi planskog i organiziranog razvoja sportske rekreacije, radi ostvarivanja potreba i interesa društva u sportskoj rekreaciji i ostvarivanja drugih zadaća. Udruga radi na unapređenju svih oblika sportske rekreacije u općini.

## Vanjske poveznice
- Službena stranica Općine Sveti Juraj na Bregu  Arhivirana inačica izvorne stranice od 3. lipnja 2010. (Wayback Machine)
- stranice naselja Brezje  Arhivirana inačica izvorne stranice od 3. travnja 2008. (Wayback Machine)
- stranice naselja Mali Mihaljevec  Arhivirana inačica izvorne stranice od 28. ožujka 2010. (Wayback Machine)
- stranice naselja Zasadbreg  Arhivirana inačica izvorne stranice od 9. studenoga 2009. (Wayback Machine)